# Holoplatys semiplanata
Holoplatys semiplanata là một loài nhện trong họ Salticidae. Loài này được phát hiện ở het oosten van Úc và Nouvelle-Calédonie.

## Hình ảnh

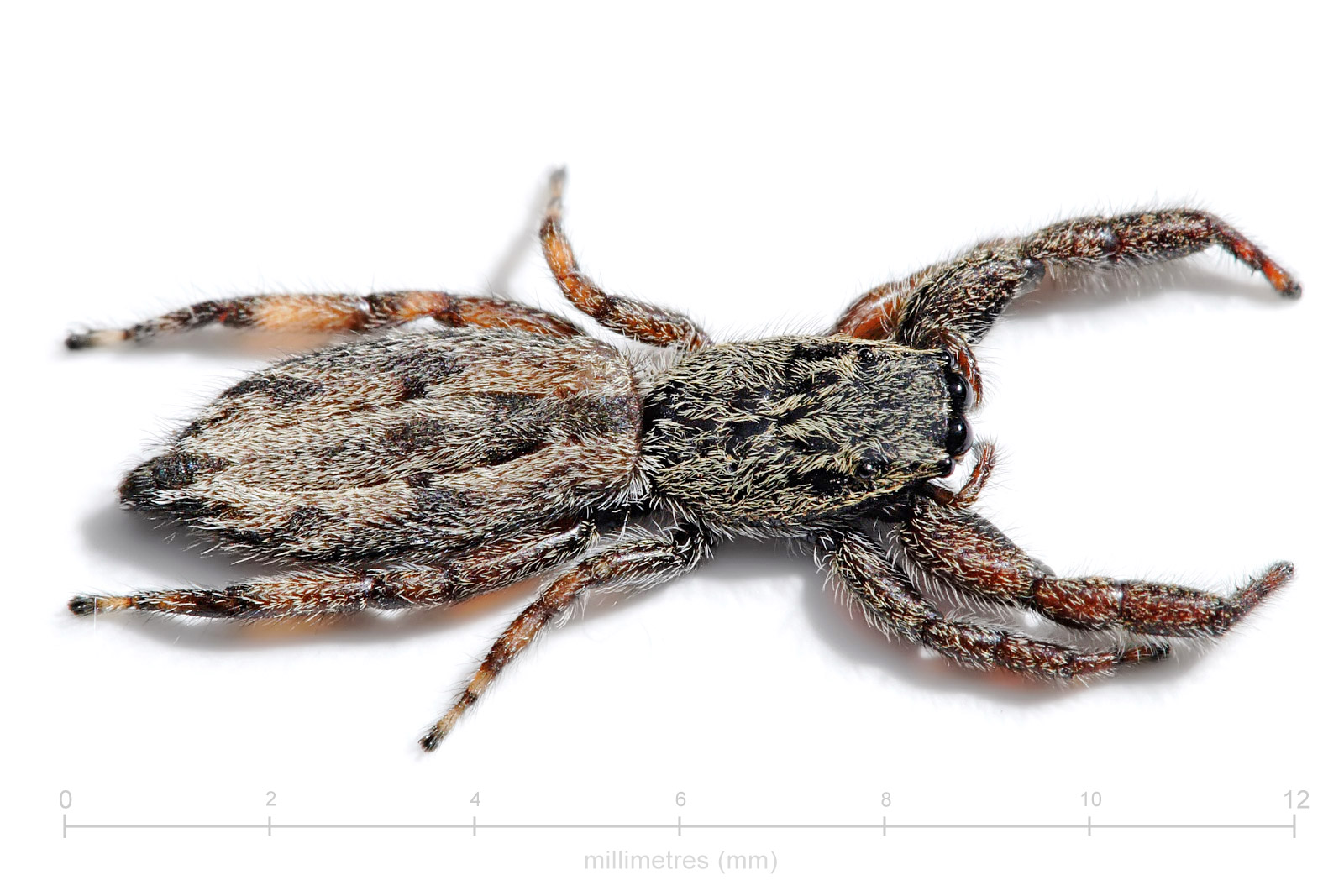
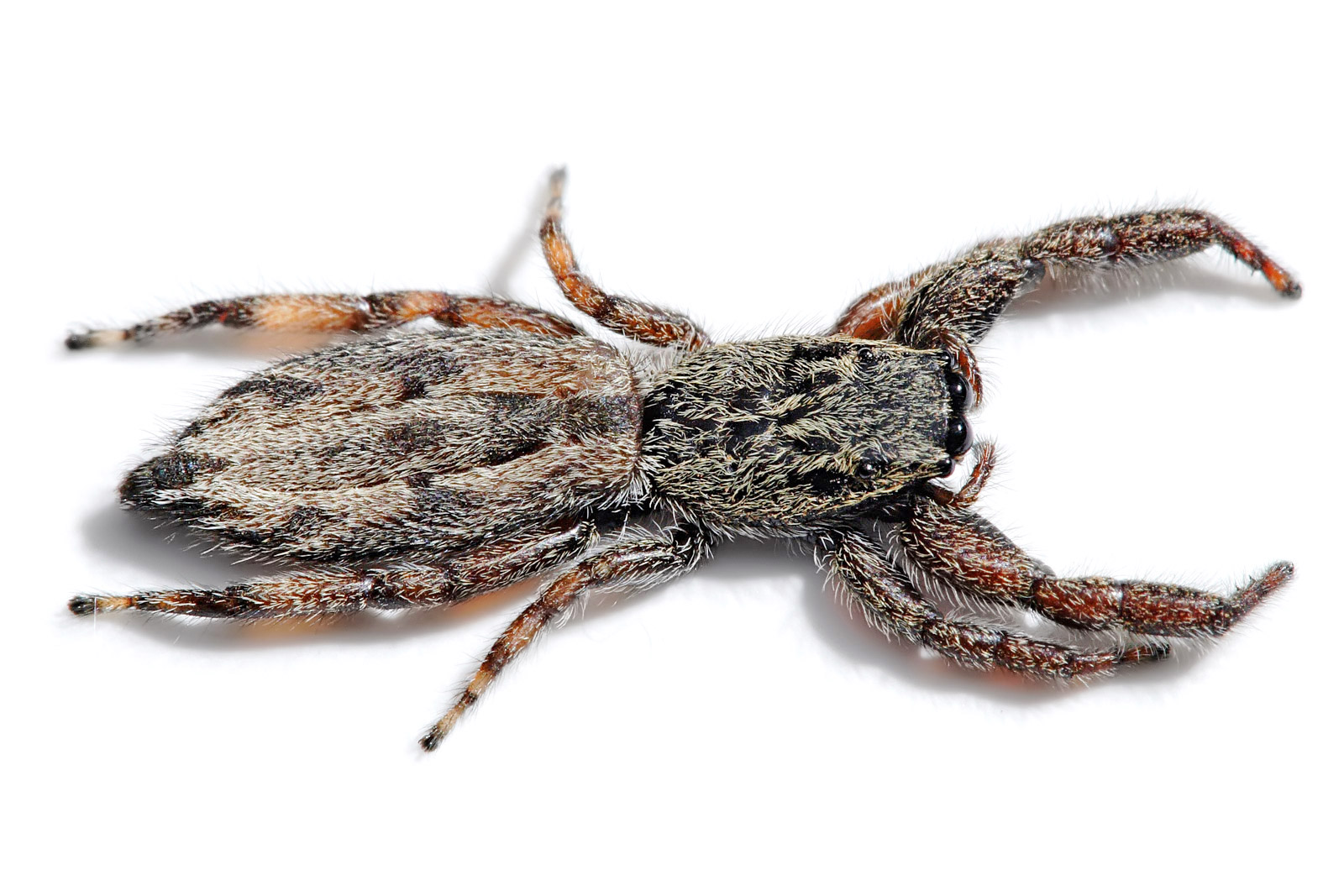